# Tetipac (kommun)
Tetipac är en kommun i Mexiko.   Den ligger i delstaten Guerrero, i den sydöstra delen av landet, 100 km sydväst om huvudstaden Mexico City. Antalet invånare är 12 702.
Följande samhällen finns i Tetipac:
- Tetipac
- Jocotitlán
- San Andrés
- Ahualulco
- Tenexcontitlán
- San Antonio
- Los Ayles
- Noxtepec
- Atencahuites
- San Gabrielito
- Chontalpán
- Tepacoya
- Palafox
- Malhuantla
- Poder de Dios
- Pueblo Nuevo
- Pezuapa